# Línea ernestina

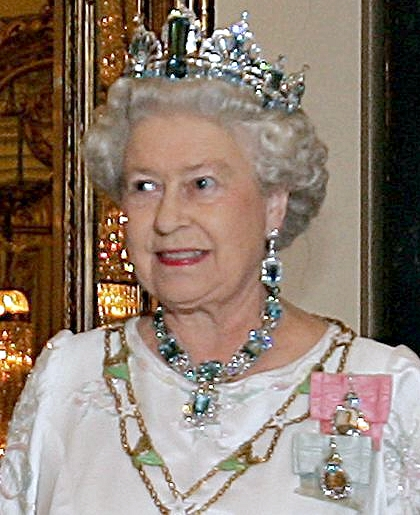
Isabel II del Reino Unido (n.1926-2022), descendiente directa del duque Ernesto I de Sajonia-Coburgo-Gotha.

La línea ernestina (en alemán: ernestinischen Linie) es el brazo primogénito de la antiquísima casa real de Wettin. Algunos de sus miembros llegaron a ceñir las coronas de países como Bélgica (1831), Portugal (1837), Gran Bretaña (1901) y Bulgaria (1908). La otra línea sajona de la casa de Wettin es la línea albertina.

## Origen

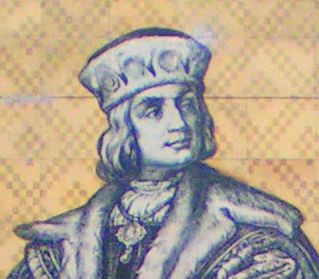
Ernesto de Sajonia (1441-1486), fundador de la Línea ernestina.

La línea ernestina se origina en la bifurcación que se realiza en 1485 a la casa de Wettin, tronco que se subdividió en dos ramas importantes a la muerte del elector de Federico II de Sajonia (1412-1464): las líneas ernestina y albertina. 
Su fundador fue el duque Ernesto de Sajonia (1441-1486) quien tras la división de Leipzig (26 de agosto de 1485) conservó el electorado de Sajonia, fijando su capital en Wittenberg. También en su lote estaba la Pleissnerland (la llanura en torno a Altemburgo), la parte sur de Turingia (Weimar, Eisenach y Coburgo) con el título de landgrave, y la Vogtland (Plauen). Aunque murió poco tiempo después de la división, sus descendientes conservaron estos territorios.
Esta línea, a diferencia de la línea albertina, dividiría continuamente sus tierras, creando un enorme tablero de ajedrez de pequeños condados y ducados en Turingia.

## Pérdida del electorado

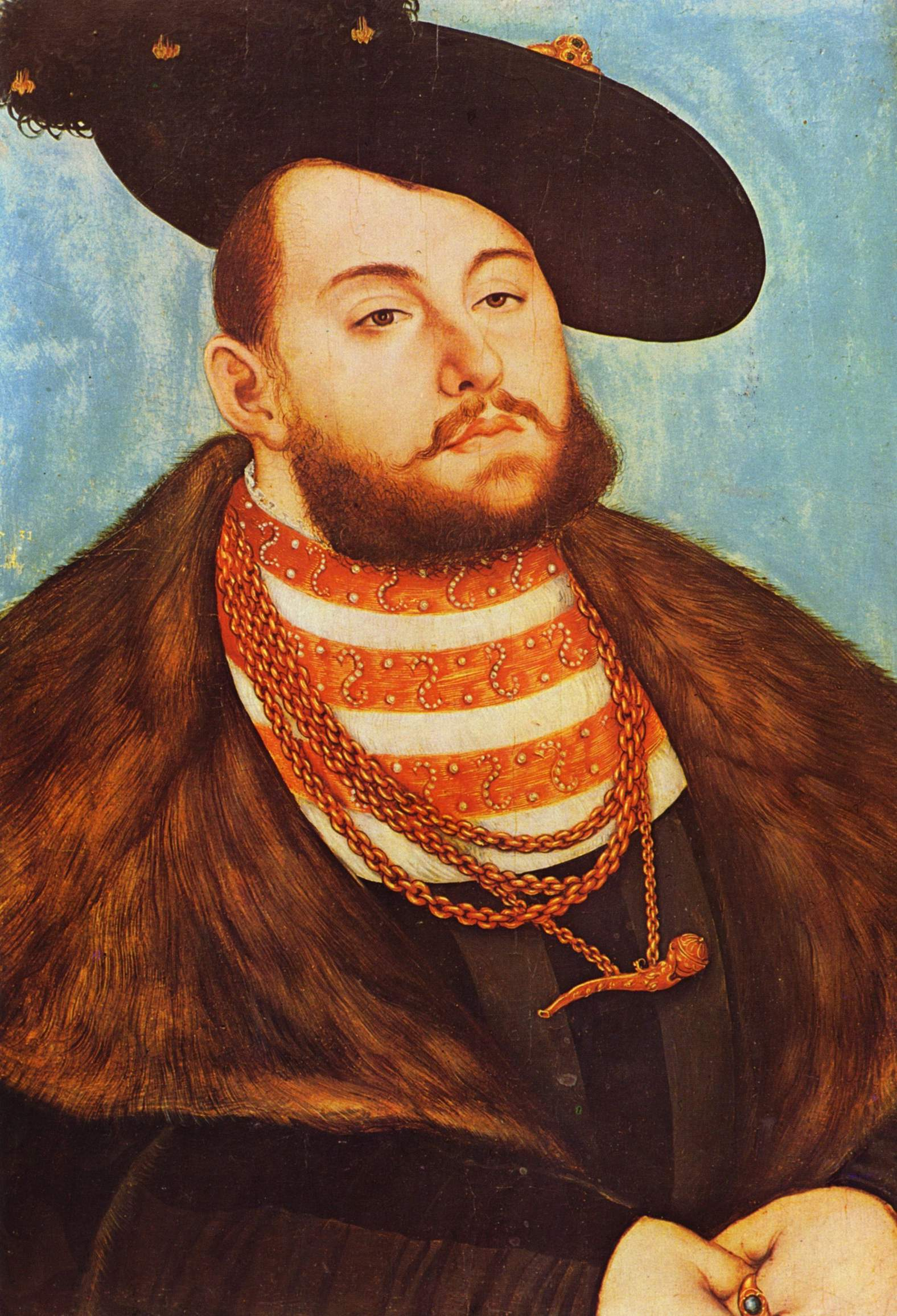
Juan Federico I de Sajonia (1503-1554), perdió el título de elector tras enfrentarse a Carlos V. Cranach, 1531.

En 1531 el elector Juan Federico I de Sajonia (1503-1554) crea la Liga de Esmalcalda junto a Felipe I de Hesia a la que se unen otros príncipes alemanes para la defensa de la reforma protestante; por el contrario, la línea albertina se pone al servicio del emperador Carlos V. El 24 de abril de 1547 se desarrolla la decisiva batalla de Mühlberg donde las tropas imperiales comandadas por el duque de Alba derrotan a la liga protestante, como consecuencia Juan Federico I de Sajonia pierde todas sus tierras a excepción de Turingia y el cargo de príncipe elector que pasa a su primo Mauricio de Sajonia (1521-1553) cabeza de los albertinos. Al final de los enfrentamientos la rama ernestina poseía el ducado y apenas 1/4 del territorio original de la casa de Wettin, mientras que los albertinos conservaron cerca de 3/4 del mismo y el electorado.

## Línea familiar de la rama ernestina
|  |  | Federico II de Sajonia (1412-1464)       |                                          |                                          |                                          |                                          |                                          |  |  |                                            |                                            |                                            |                                            |                                            |                                            |  |  |                                              |                                              |                                              |                                              |                                              |                                              |  |  |                                        |                                        |                                        |                                        |                                        |                                        |  |  |                                                  |                                                  |                                                  |                                                  |                                                  |                                                  |  |  |  |  |  |  |  |  |  |  |  |  |  |  |  |  |  |  |  |  |  |  |  |  |  |  |  |  |  |  |
|  |  |                                          |                                          |                                          |                                          |                                          |                                          |  |  |                                            |                                            |                                            |                                            |                                            |                                            |  |  |                                              |                                              |                                              |                                              |                                              |                                              |  |  |                                        |                                        |                                        |                                        |                                        |                                        |  |  |                                                  |                                                  |                                                  |                                                  |                                                  |                                                  |  |  |  |  |  |  |  |  |  |  |  |  |  |  |  |  |  |  |  |  |  |  |  |  |  |  |  |  |  |  |
|  |  |                                          |                                          |                                          |                                          |                                          |                                          |  |  |                                            |                                            |                                            |                                            |                                            |                                            |  |  |                                              |                                              |                                              |                                              |                                              |                                              |  |  |                                        |                                        |                                        |                                        |                                        |                                        |  |  |                                                  |                                                  |                                                  |                                                  |                                                  |                                                  |  |  |  |  |  |  |  |  |  |  |  |  |  |  |  |  |  |  |  |  |  |  |  |  |  |  |  |  |  |  |
|  |  | Ernesto (fundador de la Línea ernestina) | Ernesto (fundador de la Línea ernestina) | Ernesto (fundador de la Línea ernestina) | Ernesto (fundador de la Línea ernestina) | Ernesto (fundador de la Línea ernestina) | Ernesto (fundador de la Línea ernestina) |  |  | Alberto (fundador de la Línea albertina)   | Alberto (fundador de la Línea albertina)   | Alberto (fundador de la Línea albertina)   | Alberto (fundador de la Línea albertina)   | Alberto (fundador de la Línea albertina)   | Alberto (fundador de la Línea albertina)   |  |  |                                              |                                              |                                              |                                              |                                              |                                              |  |  |                                        |                                        |                                        |                                        |                                        |                                        |  |  |                                                  |                                                  |                                                  |                                                  |                                                  |                                                  |  |  |  |  |  |  |  |  |  |  |  |  |  |  |  |  |  |  |  |  |  |  |  |  |  |  |  |  |  |  |
|  |  | Ernesto (fundador de la Línea ernestina) | Ernesto (fundador de la Línea ernestina) | Ernesto (fundador de la Línea ernestina) | Ernesto (fundador de la Línea ernestina) | Ernesto (fundador de la Línea ernestina) | Ernesto (fundador de la Línea ernestina) |  |  | Alberto (fundador de la Línea albertina)   | Alberto (fundador de la Línea albertina)   | Alberto (fundador de la Línea albertina)   | Alberto (fundador de la Línea albertina)   | Alberto (fundador de la Línea albertina)   | Alberto (fundador de la Línea albertina)   |  |  |                                              |                                              |                                              |                                              |                                              |                                              |  |  |                                        |                                        |                                        |                                        |                                        |                                        |  |  |                                                  |                                                  |                                                  |                                                  |                                                  |                                                  |  |  |  |  |  |  |  |  |  |  |  |  |  |  |  |  |  |  |  |  |  |  |  |  |  |  |  |  |  |  |
|  |  | Juan de Sajonia (1468-1532)              |                                          |                                          |                                          |                                          |                                          |  |  |                                            |                                            |                                            |                                            |                                            |                                            |  |  |                                              |                                              |                                              |                                              |                                              |                                              |  |  |                                        |                                        |                                        |                                        |                                        |                                        |  |  |                                                  |                                                  |                                                  |                                                  |                                                  |                                                  |  |  |  |  |  |  |  |  |  |  |  |  |  |  |  |  |  |  |  |  |  |  |  |  |  |  |  |  |  |  |
|  |  |                                          |                                          |                                          |                                          |                                          |                                          |  |  |                                            |                                            |                                            |                                            |                                            |                                            |  |  |                                              |                                              |                                              |                                              |                                              |                                              |  |  |                                        |                                        |                                        |                                        |                                        |                                        |  |  |                                                  |                                                  |                                                  |                                                  |                                                  |                                                  |  |  |  |  |  |  |  |  |  |  |  |  |  |  |  |  |  |  |  |  |  |  |  |  |  |  |  |  |  |  |
|  |  | Juan Federico I de Sajonia (1503-1554)   |                                          |                                          |                                          |                                          |                                          |  |  |                                            |                                            |                                            |                                            |                                            |                                            |  |  |                                              |                                              |                                              |                                              |                                              |                                              |  |  |                                        |                                        |                                        |                                        |                                        |                                        |  |  |                                                  |                                                  |                                                  |                                                  |                                                  |                                                  |  |  |  |  |  |  |  |  |  |  |  |  |  |  |  |  |  |  |  |  |  |  |  |  |  |  |  |  |  |  |
|  |  |                                          |                                          |                                          |                                          |                                          |                                          |  |  |                                            |                                            |                                            |                                            |                                            |                                            |  |  |                                              |                                              |                                              |                                              |                                              |                                              |  |  |                                        |                                        |                                        |                                        |                                        |                                        |  |  |                                                  |                                                  |                                                  |                                                  |                                                  |                                                  |  |  |  |  |  |  |  |  |  |  |  |  |  |  |  |  |  |  |  |  |  |  |  |  |  |  |  |  |  |  |
|  |  | Juan Guillermo de Sajonia (1530-1573)    |                                          |                                          |                                          |                                          |                                          |  |  |                                            |                                            |                                            |                                            |                                            |                                            |  |  |                                              |                                              |                                              |                                              |                                              |                                              |  |  |                                        |                                        |                                        |                                        |                                        |                                        |  |  |                                                  |                                                  |                                                  |                                                  |                                                  |                                                  |  |  |  |  |  |  |  |  |  |  |  |  |  |  |  |  |  |  |  |  |  |  |  |  |  |  |  |  |  |  |
|  |  |                                          |                                          |                                          |                                          |                                          |                                          |  |  |                                            |                                            |                                            |                                            |                                            |                                            |  |  |                                              |                                              |                                              |                                              |                                              |                                              |  |  |                                        |                                        |                                        |                                        |                                        |                                        |  |  |                                                  |                                                  |                                                  |                                                  |                                                  |                                                  |  |  |  |  |  |  |  |  |  |  |  |  |  |  |  |  |  |  |  |  |  |  |  |  |  |  |  |  |  |  |
|  |  | Juan II de Sajonia-Weimar                |                                          |                                          |                                          |                                          |                                          |  |  |                                            |                                            |                                            |                                            |                                            |                                            |  |  |                                              |                                              |                                              |                                              |                                              |                                              |  |  |                                        |                                        |                                        |                                        |                                        |                                        |  |  |                                                  |                                                  |                                                  |                                                  |                                                  |                                                  |  |  |  |  |  |  |  |  |  |  |  |  |  |  |  |  |  |  |  |  |  |  |  |  |  |  |  |  |  |  |
|  |  |                                          |                                          |                                          |                                          |                                          |                                          |  |  |                                            |                                            |                                            |                                            |                                            |                                            |  |  |                                              |                                              |                                              |                                              |                                              |                                              |  |  |                                        |                                        |                                        |                                        |                                        |                                        |  |  |                                                  |                                                  |                                                  |                                                  |                                                  |                                                  |  |  |  |  |  |  |  |  |  |  |  |  |  |  |  |  |  |  |  |  |  |  |  |  |  |  |  |  |  |  |
|  |  |                                          |                                          |                                          |                                          |                                          |                                          |  |  |                                            |                                            |                                            |                                            |                                            |                                            |  |  |                                              |                                              |                                              |                                              |                                              |                                              |  |  |                                        |                                        |                                        |                                        |                                        |                                        |  |  |                                                  |                                                  |                                                  |                                                  |                                                  |                                                  |  |  |  |  |  |  |  |  |  |  |  |  |  |  |  |  |  |  |  |  |  |  |  |  |  |  |  |  |  |  |
|  |  | Guillermo IV de Weimar                   | Guillermo IV de Weimar                   | Guillermo IV de Weimar                   | Guillermo IV de Weimar                   | Guillermo IV de Weimar                   | Guillermo IV de Weimar                   |  |  | Ernesto de Coburgo                         | Ernesto de Coburgo                         | Ernesto de Coburgo                         | Ernesto de Coburgo                         | Ernesto de Coburgo                         | Ernesto de Coburgo                         |  |  | Juan Guillermo de Altenburgo                 | Juan Guillermo de Altenburgo                 | Juan Guillermo de Altenburgo                 | Juan Guillermo de Altenburgo                 | Juan Guillermo de Altenburgo                 | Juan Guillermo de Altenburgo                 |  |  |                                        |                                        |                                        |                                        |                                        |                                        |  |  |                                                  |                                                  |                                                  |                                                  |                                                  |                                                  |  |  |  |  |  |  |  |  |  |  |  |  |  |  |  |  |  |  |  |  |  |  |  |  |  |  |  |  |  |  |
|  |  | Guillermo IV de Weimar                   | Guillermo IV de Weimar                   | Guillermo IV de Weimar                   | Guillermo IV de Weimar                   | Guillermo IV de Weimar                   | Guillermo IV de Weimar                   |  |  | Ernesto de Coburgo                         | Ernesto de Coburgo                         | Ernesto de Coburgo                         | Ernesto de Coburgo                         | Ernesto de Coburgo                         | Ernesto de Coburgo                         |  |  | Juan Guillermo de Altenburgo                 | Juan Guillermo de Altenburgo                 | Juan Guillermo de Altenburgo                 | Juan Guillermo de Altenburgo                 | Juan Guillermo de Altenburgo                 | Juan Guillermo de Altenburgo                 |  |  |                                        |                                        |                                        |                                        |                                        |                                        |  |  |                                                  |                                                  |                                                  |                                                  |                                                  |                                                  |  |  |  |  |  |  |  |  |  |  |  |  |  |  |  |  |  |  |  |  |  |  |  |  |  |  |  |  |  |  |
|  |  |                                          |                                          |                                          |                                          |                                          |                                          |  |  |                                            |                                            |                                            |                                            |                                            |                                            |  |  |                                              |                                              |                                              |                                              |                                              |                                              |  |  |                                        |                                        |                                        |                                        |                                        |                                        |  |  |                                                  |                                                  |                                                  |                                                  |                                                  |                                                  |  |  |  |  |  |  |  |  |  |  |  |  |  |  |  |  |  |  |  |  |  |  |  |  |  |  |  |  |  |  |
|  |  | Juan Ernesto II de Sajonia-Weimar        | Juan Ernesto II de Sajonia-Weimar        | Juan Ernesto II de Sajonia-Weimar        | Juan Ernesto II de Sajonia-Weimar        | Juan Ernesto II de Sajonia-Weimar        | Juan Ernesto II de Sajonia-Weimar        |  |  | Federico I de Sajonia-Gotha-Altenburgo     | Federico I de Sajonia-Gotha-Altenburgo     | Federico I de Sajonia-Gotha-Altenburgo     | Federico I de Sajonia-Gotha-Altenburgo     | Federico I de Sajonia-Gotha-Altenburgo     | Federico I de Sajonia-Gotha-Altenburgo     |  |  | Bernardo I de Sajonia-Meiningen              | Bernardo I de Sajonia-Meiningen              | Bernardo I de Sajonia-Meiningen              | Bernardo I de Sajonia-Meiningen              | Bernardo I de Sajonia-Meiningen              | Bernardo I de Sajonia-Meiningen              |  |  | Ernesto de Eisfeld                     | Ernesto de Eisfeld                     | Ernesto de Eisfeld                     | Ernesto de Eisfeld                     | Ernesto de Eisfeld                     | Ernesto de Eisfeld                     |  |  | Juan Ernesto de Saalfeld                         | Juan Ernesto de Saalfeld                         | Juan Ernesto de Saalfeld                         | Juan Ernesto de Saalfeld                         | Juan Ernesto de Saalfeld                         | Juan Ernesto de Saalfeld                         |  |  |  |  |  |  |  |  |  |  |  |  |  |  |  |  |  |  |  |  |  |  |  |  |  |  |  |  |  |  |
|  |  | Juan Ernesto II de Sajonia-Weimar        | Juan Ernesto II de Sajonia-Weimar        | Juan Ernesto II de Sajonia-Weimar        | Juan Ernesto II de Sajonia-Weimar        | Juan Ernesto II de Sajonia-Weimar        | Juan Ernesto II de Sajonia-Weimar        |  |  | Federico I de Sajonia-Gotha-Altenburgo     | Federico I de Sajonia-Gotha-Altenburgo     | Federico I de Sajonia-Gotha-Altenburgo     | Federico I de Sajonia-Gotha-Altenburgo     | Federico I de Sajonia-Gotha-Altenburgo     | Federico I de Sajonia-Gotha-Altenburgo     |  |  | Bernardo I de Sajonia-Meiningen              | Bernardo I de Sajonia-Meiningen              | Bernardo I de Sajonia-Meiningen              | Bernardo I de Sajonia-Meiningen              | Bernardo I de Sajonia-Meiningen              | Bernardo I de Sajonia-Meiningen              |  |  | Ernesto de Eisfeld                     | Ernesto de Eisfeld                     | Ernesto de Eisfeld                     | Ernesto de Eisfeld                     | Ernesto de Eisfeld                     | Ernesto de Eisfeld                     |  |  | Juan Ernesto de Saalfeld                         | Juan Ernesto de Saalfeld                         | Juan Ernesto de Saalfeld                         | Juan Ernesto de Saalfeld                         | Juan Ernesto de Saalfeld                         | Juan Ernesto de Saalfeld                         |  |  |  |  |  |  |  |  |  |  |  |  |  |  |  |  |  |  |  |  |  |  |  |  |  |  |  |  |  |  |
|  |  | Juan Ernesto III de Weimar               | Juan Ernesto III de Weimar               | Juan Ernesto III de Weimar               | Juan Ernesto III de Weimar               | Juan Ernesto III de Weimar               | Juan Ernesto III de Weimar               |  |  | Federico II de Altenburgo                  | Federico II de Altenburgo                  | Federico II de Altenburgo                  | Federico II de Altenburgo                  | Federico II de Altenburgo                  | Federico II de Altenburgo                  |  |  | Antonio Ulrico de Sajonia-Meiningen          | Antonio Ulrico de Sajonia-Meiningen          | Antonio Ulrico de Sajonia-Meiningen          | Antonio Ulrico de Sajonia-Meiningen          | Antonio Ulrico de Sajonia-Meiningen          | Antonio Ulrico de Sajonia-Meiningen          |  |  | Ernesto Federico I de Hildburghausen   | Ernesto Federico I de Hildburghausen   | Ernesto Federico I de Hildburghausen   | Ernesto Federico I de Hildburghausen   | Ernesto Federico I de Hildburghausen   | Ernesto Federico I de Hildburghausen   |  |  | Francisco Josías de Sajonia-Coburgo-Saalfeld     | Francisco Josías de Sajonia-Coburgo-Saalfeld     | Francisco Josías de Sajonia-Coburgo-Saalfeld     | Francisco Josías de Sajonia-Coburgo-Saalfeld     | Francisco Josías de Sajonia-Coburgo-Saalfeld     | Francisco Josías de Sajonia-Coburgo-Saalfeld     |  |  |  |  |  |  |  |  |  |  |  |  |  |  |  |  |  |  |  |  |  |  |  |  |  |  |  |  |  |  |
|  |  | Juan Ernesto III de Weimar               | Juan Ernesto III de Weimar               | Juan Ernesto III de Weimar               | Juan Ernesto III de Weimar               | Juan Ernesto III de Weimar               | Juan Ernesto III de Weimar               |  |  | Federico II de Altenburgo                  | Federico II de Altenburgo                  | Federico II de Altenburgo                  | Federico II de Altenburgo                  | Federico II de Altenburgo                  | Federico II de Altenburgo                  |  |  | Antonio Ulrico de Sajonia-Meiningen          | Antonio Ulrico de Sajonia-Meiningen          | Antonio Ulrico de Sajonia-Meiningen          | Antonio Ulrico de Sajonia-Meiningen          | Antonio Ulrico de Sajonia-Meiningen          | Antonio Ulrico de Sajonia-Meiningen          |  |  | Ernesto Federico I de Hildburghausen   | Ernesto Federico I de Hildburghausen   | Ernesto Federico I de Hildburghausen   | Ernesto Federico I de Hildburghausen   | Ernesto Federico I de Hildburghausen   | Ernesto Federico I de Hildburghausen   |  |  | Francisco Josías de Sajonia-Coburgo-Saalfeld     | Francisco Josías de Sajonia-Coburgo-Saalfeld     | Francisco Josías de Sajonia-Coburgo-Saalfeld     | Francisco Josías de Sajonia-Coburgo-Saalfeld     | Francisco Josías de Sajonia-Coburgo-Saalfeld     | Francisco Josías de Sajonia-Coburgo-Saalfeld     |  |  |  |  |  |  |  |  |  |  |  |  |  |  |  |  |  |  |  |  |  |  |  |  |  |  |  |  |  |  |
|  |  | Ernesto Augusto de Weimar                | Ernesto Augusto de Weimar                | Ernesto Augusto de Weimar                | Ernesto Augusto de Weimar                | Ernesto Augusto de Weimar                | Ernesto Augusto de Weimar                |  |  | Federico III de Gotha                      | Federico III de Gotha                      | Federico III de Gotha                      | Federico III de Gotha                      | Federico III de Gotha                      | Federico III de Gotha                      |  |  | Jorge I de Sajonia-Meiningen                 | Jorge I de Sajonia-Meiningen                 | Jorge I de Sajonia-Meiningen                 | Jorge I de Sajonia-Meiningen                 | Jorge I de Sajonia-Meiningen                 | Jorge I de Sajonia-Meiningen                 |  |  | Ernesto Federico II de Hildburghausen  | Ernesto Federico II de Hildburghausen  | Ernesto Federico II de Hildburghausen  | Ernesto Federico II de Hildburghausen  | Ernesto Federico II de Hildburghausen  | Ernesto Federico II de Hildburghausen  |  |  | Ernesto Federico de Coburgo-Saalfeld (1724-1800) | Ernesto Federico de Coburgo-Saalfeld (1724-1800) | Ernesto Federico de Coburgo-Saalfeld (1724-1800) | Ernesto Federico de Coburgo-Saalfeld (1724-1800) | Ernesto Federico de Coburgo-Saalfeld (1724-1800) | Ernesto Federico de Coburgo-Saalfeld (1724-1800) |  |  |  |  |  |  |  |  |  |  |  |  |  |  |  |  |  |  |  |  |  |  |  |  |  |  |  |  |  |  |
|  |  | Ernesto Augusto de Weimar                | Ernesto Augusto de Weimar                | Ernesto Augusto de Weimar                | Ernesto Augusto de Weimar                | Ernesto Augusto de Weimar                | Ernesto Augusto de Weimar                |  |  | Federico III de Gotha                      | Federico III de Gotha                      | Federico III de Gotha                      | Federico III de Gotha                      | Federico III de Gotha                      | Federico III de Gotha                      |  |  | Jorge I de Sajonia-Meiningen                 | Jorge I de Sajonia-Meiningen                 | Jorge I de Sajonia-Meiningen                 | Jorge I de Sajonia-Meiningen                 | Jorge I de Sajonia-Meiningen                 | Jorge I de Sajonia-Meiningen                 |  |  | Ernesto Federico II de Hildburghausen  | Ernesto Federico II de Hildburghausen  | Ernesto Federico II de Hildburghausen  | Ernesto Federico II de Hildburghausen  | Ernesto Federico II de Hildburghausen  | Ernesto Federico II de Hildburghausen  |  |  | Ernesto Federico de Coburgo-Saalfeld (1724-1800) | Ernesto Federico de Coburgo-Saalfeld (1724-1800) | Ernesto Federico de Coburgo-Saalfeld (1724-1800) | Ernesto Federico de Coburgo-Saalfeld (1724-1800) | Ernesto Federico de Coburgo-Saalfeld (1724-1800) | Ernesto Federico de Coburgo-Saalfeld (1724-1800) |  |  |  |  |  |  |  |  |  |  |  |  |  |  |  |  |  |  |  |  |  |  |  |  |  |  |  |  |  |  |
|  |  |                                          |                                          |                                          |                                          |                                          |                                          |  |  | Ernesto II de Gotha-Altenburgo (1745-1804) | Ernesto II de Gotha-Altenburgo (1745-1804) | Ernesto II de Gotha-Altenburgo (1745-1804) | Ernesto II de Gotha-Altenburgo (1745-1804) | Ernesto II de Gotha-Altenburgo (1745-1804) | Ernesto II de Gotha-Altenburgo (1745-1804) |  |  |                                              |                                              |                                              |                                              |                                              |                                              |  |  | Ernesto Federico III de Hildburghausen | Ernesto Federico III de Hildburghausen | Ernesto Federico III de Hildburghausen | Ernesto Federico III de Hildburghausen | Ernesto Federico III de Hildburghausen | Ernesto Federico III de Hildburghausen |  |  | Francisco de Coburgo-Saalfeld (1750-1806)        | Francisco de Coburgo-Saalfeld (1750-1806)        | Francisco de Coburgo-Saalfeld (1750-1806)        | Francisco de Coburgo-Saalfeld (1750-1806)        | Francisco de Coburgo-Saalfeld (1750-1806)        | Francisco de Coburgo-Saalfeld (1750-1806)        |  |  |  |  |  |  |  |  |  |  |  |  |  |  |  |  |  |  |  |  |  |  |  |  |  |  |  |  |  |  |
|  |  |                                          |                                          |                                          |                                          |                                          |                                          |  |  | Ernesto II de Gotha-Altenburgo (1745-1804) | Ernesto II de Gotha-Altenburgo (1745-1804) | Ernesto II de Gotha-Altenburgo (1745-1804) | Ernesto II de Gotha-Altenburgo (1745-1804) | Ernesto II de Gotha-Altenburgo (1745-1804) | Ernesto II de Gotha-Altenburgo (1745-1804) |  |  |                                              |                                              |                                              |                                              |                                              |                                              |  |  | Ernesto Federico III de Hildburghausen | Ernesto Federico III de Hildburghausen | Ernesto Federico III de Hildburghausen | Ernesto Federico III de Hildburghausen | Ernesto Federico III de Hildburghausen | Ernesto Federico III de Hildburghausen |  |  | Francisco de Coburgo-Saalfeld (1750-1806)        | Francisco de Coburgo-Saalfeld (1750-1806)        | Francisco de Coburgo-Saalfeld (1750-1806)        | Francisco de Coburgo-Saalfeld (1750-1806)        | Francisco de Coburgo-Saalfeld (1750-1806)        | Francisco de Coburgo-Saalfeld (1750-1806)        |  |  |  |  |  |  |  |  |  |  |  |  |  |  |  |  |  |  |  |  |  |  |  |  |  |  |  |  |  |  |
|  |  |                                          |                                          |                                          |                                          |                                          |                                          |  |  |                                            |                                            |                                            |                                            |                                            |                                            |  |  |                                              |                                              |                                              |                                              |                                              |                                              |  |  |                                        |                                        |                                        |                                        |                                        |                                        |  |  |                                                  |                                                  |                                                  |                                                  |                                                  |                                                  |  |  |  |  |  |  |  |  |  |  |  |  |  |  |  |  |  |  |  |  |  |  |  |  |  |  |  |  |  |  |
|  |  |                                          |                                          |                                          |                                          |                                          |                                          |  |  | Augusto de Gotha-Altenburgo (1772-1822)    | Augusto de Gotha-Altenburgo (1772-1822)    | Augusto de Gotha-Altenburgo (1772-1822)    | Augusto de Gotha-Altenburgo (1772-1822)    | Augusto de Gotha-Altenburgo (1772-1822)    | Augusto de Gotha-Altenburgo (1772-1822)    |  |  | Ernesto I de Coburgo-Gotha (1784-1844)       | Ernesto I de Coburgo-Gotha (1784-1844)       | Ernesto I de Coburgo-Gotha (1784-1844)       | Ernesto I de Coburgo-Gotha (1784-1844)       | Ernesto I de Coburgo-Gotha (1784-1844)       | Ernesto I de Coburgo-Gotha (1784-1844)       |  |  | Fernando de Coburgo-Gotha (1785-1851)  | Fernando de Coburgo-Gotha (1785-1851)  | Fernando de Coburgo-Gotha (1785-1851)  | Fernando de Coburgo-Gotha (1785-1851)  | Fernando de Coburgo-Gotha (1785-1851)  | Fernando de Coburgo-Gotha (1785-1851)  |  |  | Leopoldo I de Bélgica (1790-1865)                | Leopoldo I de Bélgica (1790-1865)                | Leopoldo I de Bélgica (1790-1865)                | Leopoldo I de Bélgica (1790-1865)                | Leopoldo I de Bélgica (1790-1865)                | Leopoldo I de Bélgica (1790-1865)                |  |  |  |  |  |  |  |  |  |  |  |  |  |  |  |  |  |  |  |  |  |  |  |  |  |  |  |  |  |  |
|  |  |                                          |                                          |                                          |                                          |                                          |                                          |  |  | Augusto de Gotha-Altenburgo (1772-1822)    | Augusto de Gotha-Altenburgo (1772-1822)    | Augusto de Gotha-Altenburgo (1772-1822)    | Augusto de Gotha-Altenburgo (1772-1822)    | Augusto de Gotha-Altenburgo (1772-1822)    | Augusto de Gotha-Altenburgo (1772-1822)    |  |  | Ernesto I de Coburgo-Gotha (1784-1844)       | Ernesto I de Coburgo-Gotha (1784-1844)       | Ernesto I de Coburgo-Gotha (1784-1844)       | Ernesto I de Coburgo-Gotha (1784-1844)       | Ernesto I de Coburgo-Gotha (1784-1844)       | Ernesto I de Coburgo-Gotha (1784-1844)       |  |  | Fernando de Coburgo-Gotha (1785-1851)  | Fernando de Coburgo-Gotha (1785-1851)  | Fernando de Coburgo-Gotha (1785-1851)  | Fernando de Coburgo-Gotha (1785-1851)  | Fernando de Coburgo-Gotha (1785-1851)  | Fernando de Coburgo-Gotha (1785-1851)  |  |  | Leopoldo I de Bélgica (1790-1865)                | Leopoldo I de Bélgica (1790-1865)                | Leopoldo I de Bélgica (1790-1865)                | Leopoldo I de Bélgica (1790-1865)                | Leopoldo I de Bélgica (1790-1865)                | Leopoldo I de Bélgica (1790-1865)                |  |  |  |  |  |  |  |  |  |  |  |  |  |  |  |  |  |  |  |  |  |  |  |  |  |  |  |  |  |  |
|  |  |                                          |                                          |                                          |                                          |                                          |                                          |  |  |                                            |                                            |                                            |                                            |                                            |                                            |  |  |                                              |                                              |                                              |                                              |                                              |                                              |  |  |                                        |                                        |                                        |                                        |                                        |                                        |  |  |                                                  |                                                  |                                                  |                                                  |                                                  |                                                  |  |  |  |  |  |  |  |  |  |  |  |  |  |  |  |  |  |  |  |  |  |  |  |  |  |  |  |  |  |  |
|  |  |                                          |                                          |                                          |                                          |                                          |                                          |  |  |                                            |                                            |                                            |                                            |                                            |                                            |  |  | Príncipe Alberto del Reino Unido (1819-1861) | Príncipe Alberto del Reino Unido (1819-1861) | Príncipe Alberto del Reino Unido (1819-1861) | Príncipe Alberto del Reino Unido (1819-1861) | Príncipe Alberto del Reino Unido (1819-1861) | Príncipe Alberto del Reino Unido (1819-1861) |  |  | Augusto de Coburgo-Kohary (1818-1881)  | Augusto de Coburgo-Kohary (1818-1881)  | Augusto de Coburgo-Kohary (1818-1881)  | Augusto de Coburgo-Kohary (1818-1881)  | Augusto de Coburgo-Kohary (1818-1881)  | Augusto de Coburgo-Kohary (1818-1881)  |  |  | Fernando II de Portugal (1819-1885)              | Fernando II de Portugal (1819-1885)              | Fernando II de Portugal (1819-1885)              | Fernando II de Portugal (1819-1885)              | Fernando II de Portugal (1819-1885)              | Fernando II de Portugal (1819-1885)              |  |  |  |  |  |  |  |  |  |  |  |  |  |  |  |  |  |  |  |  |  |  |  |  |  |  |  |  |  |  |
|  |  |                                          |                                          |                                          |                                          |                                          |                                          |  |  |                                            |                                            |                                            |                                            |                                            |                                            |  |  | Príncipe Alberto del Reino Unido (1819-1861) | Príncipe Alberto del Reino Unido (1819-1861) | Príncipe Alberto del Reino Unido (1819-1861) | Príncipe Alberto del Reino Unido (1819-1861) | Príncipe Alberto del Reino Unido (1819-1861) | Príncipe Alberto del Reino Unido (1819-1861) |  |  | Augusto de Coburgo-Kohary (1818-1881)  | Augusto de Coburgo-Kohary (1818-1881)  | Augusto de Coburgo-Kohary (1818-1881)  | Augusto de Coburgo-Kohary (1818-1881)  | Augusto de Coburgo-Kohary (1818-1881)  | Augusto de Coburgo-Kohary (1818-1881)  |  |  | Fernando II de Portugal (1819-1885)              | Fernando II de Portugal (1819-1885)              | Fernando II de Portugal (1819-1885)              | Fernando II de Portugal (1819-1885)              | Fernando II de Portugal (1819-1885)              | Fernando II de Portugal (1819-1885)              |  |  |  |  |  |  |  |  |  |  |  |  |  |  |  |  |  |  |  |  |  |  |  |  |  |  |  |  |  |  |
|  |  |                                          |                                          |                                          |                                          |                                          |                                          |  |  |                                            |                                            |                                            |                                            |                                            |                                            |  |  |                                              |                                              |                                              |                                              |                                              |                                              |  |  |                                        |                                        |                                        |                                        |                                        |                                        |  |  |                                                  |                                                  |                                                  |                                                  |                                                  |                                                  |  |  |  |  |  |  |  |  |  |  |  |  |  |  |  |  |  |  |  |  |  |  |  |  |  |  |  |  |  |  |
|  |  |                                          |                                          |                                          |                                          |                                          |                                          |  |  | Eduardo VII del Reino Unido (1841-1910)    | Eduardo VII del Reino Unido (1841-1910)    | Eduardo VII del Reino Unido (1841-1910)    | Eduardo VII del Reino Unido (1841-1910)    | Eduardo VII del Reino Unido (1841-1910)    | Eduardo VII del Reino Unido (1841-1910)    |  |  | Alfredo de Coburgo-Gotha (1844-1900)         | Alfredo de Coburgo-Gotha (1844-1900)         | Alfredo de Coburgo-Gotha (1844-1900)         | Alfredo de Coburgo-Gotha (1844-1900)         | Alfredo de Coburgo-Gotha (1844-1900)         | Alfredo de Coburgo-Gotha (1844-1900)         |  |  | Fernando I de Bulgaria (1861-1948)     | Fernando I de Bulgaria (1861-1948)     | Fernando I de Bulgaria (1861-1948)     | Fernando I de Bulgaria (1861-1948)     | Fernando I de Bulgaria (1861-1948)     | Fernando I de Bulgaria (1861-1948)     |  |  |                                                  |                                                  |                                                  |                                                  |                                                  |                                                  |  |  |  |  |  |  |  |  |  |  |  |  |  |  |  |  |  |  |  |  |  |  |  |  |  |  |  |  |  |  |